# Cheboygan (Michigan)
Cheboygan – miasto w Stanach Zjednoczonych, w stanie Michigan, na Półwyspie Dolnym, w regionie  Północnym (Northern Lower Michigan), administracyjna siedziba władz hrabstwa Cheboygan. W 2010 r. miasto zamieszkiwało 4867 osób, a w przeciągu dziesięciu lat liczba ludności zmniejszyła się o 8,1%.
Miasto leży na wybrzeżu jeziora Huron, w pobliżu przesmyku Mackinac, naprzeciwko wyspy Bois Blanc z którą ma połączenie promowe. Przez miasto przepływa rzeka Cheboygan River, która łączy dwa duże jeziora: Mulleett Lake i Black Lake z jeziorem Huron. U ujścia rzeki znajduje się marina. Kilkaset metrów na wschód od miasta rozpoczyna się park stanowy Cheboygan.